# Marion Tardy
Pour les articles homonymes, voir Tardy.
Marion Tardy, née le 12 juillet 1993 à Saint-Jean-d'Angély, est une joueuse française de water-polo.
Appelée pour la première fois en équipe de France de water-polo féminin en 2011, elle est championne de France avec l'Olympic Nice Natation en 2012 et 2013 et avec le Lille Métropole Water-Polo 5 fois à la suite; en 2014, 2015, 2016, 2017 et enfin, en 2018. Elle est aussi vainqueur de la Coupe de la Ligue en 2015 avec le Lille Métropole Water-Polo et vainqueur de la Coupe de France de water-polo féminin en 2010, 2011 et 2013 avec l'Olympic Nice Natation.